# Damir Petravić
Damir Petravić (ur. 17 lipca 1963 w Zagrzebiu) – chorwacki trener piłkarski i piłkarz występujący na pozycji obrońcy. Pierwszy trener w historii klubu HNK Gorica, z którym zdobył mistrzostwo trzeciej i drugiej ligi chorwackiej.